# ネヴィル・ブロディ
ネヴィル・ブロディ（Neville Brody、1957年4月23日 - ）は、イギリス出身のグラフィックデザイナー、タイポグラファー、アートディレクターである。
2019年、日本のサッカーチームの東京ヴェルディのブランディングを再構築を担当、ロゴデザインを一新した。